# Monopis meliorella
The Blotched Monopis Moth (Monopis meliorella) là một loài bướm đêm thuộc họ Tineidae. Nó được tìm thấy ở Úc (bao gồm Norfolk Island), New Zealand và Hawaii.
Ấu trùng có thể ăn animal fibre or refuse of plant origin.